# Tim Van den Abeele
Tim Van den Abeele (Gent, 1987) is een Belgische illustrator.

## Biografie
Tim Van den Abeele studeerde illustratie aan de Koninklijke Academie voor Schone Kunsten van Gent, waar hij intussen illustratie doceert.

### Werk
Hij illustreert jeugdboeken die worden uitgegeven door uitgeverij De Eenhoorn. Zijn bekendste werk is Op een dag was de liefde moe, geschreven door Paul Verrept, een boek over liefde. Daarnaast maakte hij samen met Brigitte Minne het boek Mama laat haar oren uit, over de Gentse voetbalploeg AA Gent. Het laatste boek dat hij illustreerde heet Het geheim van Sinterklaas. Voor dat boek, waarvan de tekst van de hand is van Bart Van Nuffelen, werd Tim Van den Abeele genomineerd voor de Boekenpauw in 2019, een Vlaamse prijs voor het mooist geïllustreerde prentenboek.